# Savoy Records
La Savoy Records è stata una casa discografica statunitense specializzata in pubblicazioni jazz, gospel e R&B. A partire dalla metà degli anni '40, la Savoy ha svolto un ruolo fondamentale per la scalata al successo del bebop; nel 1974 è stata acquisita dalla Arista ed è sopravvissuta come etichetta, attraverso vari passaggi di proprietà. Nel settembre 2017 la Savoy è stata acquisita dalla Concord Bicycle Music.
Un'etichetta dallo stesso nome, attualmente estinta, era basata a Manchester, nel Regno Unito, e si occupava principalmente di prodotti rock.

## Storia
La Savoy Records è stata fondata nel 1942 da Herman Lubinsky, con base a Newark, New Jersey. Inizialmente l'etichetta ha pubblicato alcuni tra i più importanti lavori del primo bebop jazz. Con l'ascesa mondiale del rock and roll, Lubinsky ha preferito poi concentrarsi sulla musica gospel, mettendo sotto contratto molti dei gruppi principali di questo genere negli anni '50, e cementando la prominenza della sua etichetta grazie all'associazione con James Cleveland ed il suo Gospel Music Workshop of America. I direttori artistici che si sono succeduti all'interno della casa discografica sono stati, in ordine cronologico, Buck Ram, Teddy Reig, Ralph Bass (dei Black and White, 1948-1952), Fred Mendelsohn (nel 1953), e dal 1954 al 1962 Ozzie Cadena (padre del musicista punk rock Dez Cadena).
Dopo la morte di Lubinsky nel 1974, l'allora manager dell'Arista Records Clive Davis acquistò il catalogo della Savoy. L'attuale detentore dei suoi materiali jazz e blues è la compagnia giapponese Columbia Music Entertainment, che opera negli Stati Uniti con il nome Savoy Label Group (SLG). Nel 1986, la Malaco Records acquistò i titoli ed i contratti gospel della Savoy.
Gli artisti afroamericani dell'etichetta non ebbero mai buoni rapporti con Herman Lubinsky, poiché credevano che egli non li pagasse abbastanza per il loro lavoro. Tiny Price, giornalista del quotidiano The Newark Herald News, ha documentato alcuni schizzi di vita all'interno dell'etichetta:
"Non ci sono dubbi che tutti odiassero Herman Lubinsky. Se decideva di complicarti la vita, eri nei guai. Al tempo stesso, alcune di quelle persone - molte delle quali erano i principali cantanti e musicisti di Newark - non avrebbero mai avuto la possibilità di registrare se egli non avesse fatto ciò che ha fatto. Senza Lubinsky, tutti i piccoli numeri da hit parade, come Cherry di Buddy Johnson, sarebbero andati persi. Quell'uomo può essere stato odiato, ma ha messo in salvo molta della nostra storia - per noi e per le generazioni future."
Durante i primi anni '60, la Savoy mise sotto contratto un certo numero di artisti jazz d'avanguardia. Tra questi, figurano Paul Bley, Ed Curran, Bill Dixon, Marc Levin, Charles Moffett, Perry Robinson, Joseph Scianni, Archie Shepp, Sun Ra, Marzette Watts e Valdo Williams.

## Artisti
- Inez Andrews
- The Angelic Choir
- Errol Garner
- Cannonball Adderley
- Bill Barron
- Alex Bradford
- Nappy Brown
- Donald Byrd
- Al Caiola
- The Caravans
- Mattie Moss Clark
- James Cleveland
- Dorothy Love Coates
- John Coltrane
- Sonny Criss
- Miles Davis
- The Davis Sisters
- Varetta Dillard
- Kenny Dorham
- Booker Ervin
- Tommy Flanagan
- The Four Buddies
- Stan Getz
- Dexter Gordon
- Gospel Music Workshop of America
- Tiny Grimes
- Gigi Gryce
- Lenny Hambro Quintet
- Wilbur Harden
- Wilbert Harrison
- Milt Jackson
- The Jive Bombers
- J. J. Johnson
- Sara Jordan Powell
- Yusef Lateef
- Donnie McClurkin
- Roberta Martin
- Big Maybelle
- Big Jay McNeely
- Charles Mingus
- Hank Mobley
- Lee Morgan
- Fats Navarro
- Dorothy Norwood
- Tiger Onitsuka
- Charlie Parker
- Steve Reynolds
- Jimmy Scott
- Hal Singer
- Southern California Community Choir
- The Temptations
- Lennie Tristano
- Donald Vails
- Clara Ward
- Albertina Walker
- Paul Williams
- Ralph Willis
- Lester Young

## Sussidiarie della Savoy Records
- Acorn Records (1949 - 1951)
- Gospel Records (1958 - primi anni '70)
- Regent Records (1947 - 1964)
- Sharp Records (1960 - 1964)

## I dischi pubblicati

### Album a 33 giri
| Numero di catalogo | Anno | Interprete                   | Titoli                             |
| ------------------ | ---- | ---------------------------- | ---------------------------------- |
| MG 12000           | 1955 | Charlie Parker               | Charlie Parker Memorial            |
| MG 12001           | 1955 | Charlie Parker               | The Immortal Charlie Parker        |
| MG 12002           | 1955 | Erroll Garner                | Penthouse Serenade                 |
| MG 12003           | 1955 | Erroll Garner                | Serenade to Laura                  |
| MG 12004           | 1955 | Marian McPartland            | At Storyville/At the Hickory House |
| MG 12005           | 1955 | Marian McPartland            | Lullaby of Birdland                |
| MG 12006           | 1955 | Kenny Clarke                 | Telefunken Blues                   |
| MG 12007           | 1955 | Kenny Clarke e Ernie Wilkins | Kenny Clarke & Ernie Wilkins       |
| MG 12008           | 1955 | Erroll Garner e Billy Taylor | Back to Back                       |
| MG 12009           | 1955 | Charlie Parker               | Memorial 1                         |